# Аварія російських танкерів у Керченській протоці (2024)
Аварія російських танкерів у Керченській протоці — затоплення двох російських танкерів, що спричинили екологічну катастрофу в Чорному морі через забруднення великої ділянки місцевості нафтопродуктами.

## Аварія
Внаслідок шторму у Керченській протоці 15 грудня 2024 року зазнали аварії два російські судна з нафтопродуктами — «Волгонефть-212» і «Волгонефть-239». Під час катастрофи висота хвиль сягала 3,5 метра, швидкість поривчастого вітру — 24 м/с. 
Судно "Волгонефть-212" потрапив у шторм біля східного узбережжя окупованого Криму, за 5 миль (8 км) від Керченської протоки. Російські слідчі порушили дві кримінальні справи щодо можливих порушень безпеки після того, як щонайменше одна людина загинула під час аварії 136-метрового танкера, на борту якого було 15 осіб.
Танкер перевозив 4300 тонн низькоякісного мазуту. ДСНС Росії розпочала рятувальну операцію із залученням буксирів і гелікоптера Мі-8. Дванадцять інших людей були евакуйовані, одинадцять з яких були доставлені в лікарню, двоє перебувають у важкому стані, цитує агенція новин ТАСС слова помічника міністра охорони здоров'я Олексія Кузнєцова.
Однак МНС повідомило, що 132-метрове судно 1973 року побудови сіло на мілину за 80 метрів від берега біля порту Тамань у південній частині Керченської протоки.
Невдовзі в тому ж районі зіткнувся з труднощами інший вантажний транспортер «Волгонефть-239». Він перевозив 4 тонни мазуту. За попередніми даними, судно також затонуло.
Пізніше міністерство написало в Telegram, що евакуація екіпажу з 14 осіб призупинена через негоду. У міністерстві заявили, що рятувальні команди були на зв'язку з кораблем, на борту якого були всі необхідні засоби для того, щоб життю екіпажу нічого не загрожувало. В офіційних заявах не надано подробиць про масштаби розливу або чому перший танкер зазнав таких серйозних пошкоджень.
Президент Володимир Путін доручив уряду створити робочу групу для проведення рятувальної операції та пом'якшення наслідків розливу палива, заявив прес-секретар Кремля Дмитро Пєсков після зустрічі Путіна з міністрами надзвичайних ситуацій та екології.
За даними керівника Інституту Чорноморських стратегічних досліджень Андрія Клименка, обидва судна — дуже старі (їм 50 і 51 рік) та мають «річковий» клас (М-ПР2,5 та О-ПР2,0), що передбачає певні обмеження, які унеможливлювали дозвіл на вихід цих суден в зазначених умовах в море.

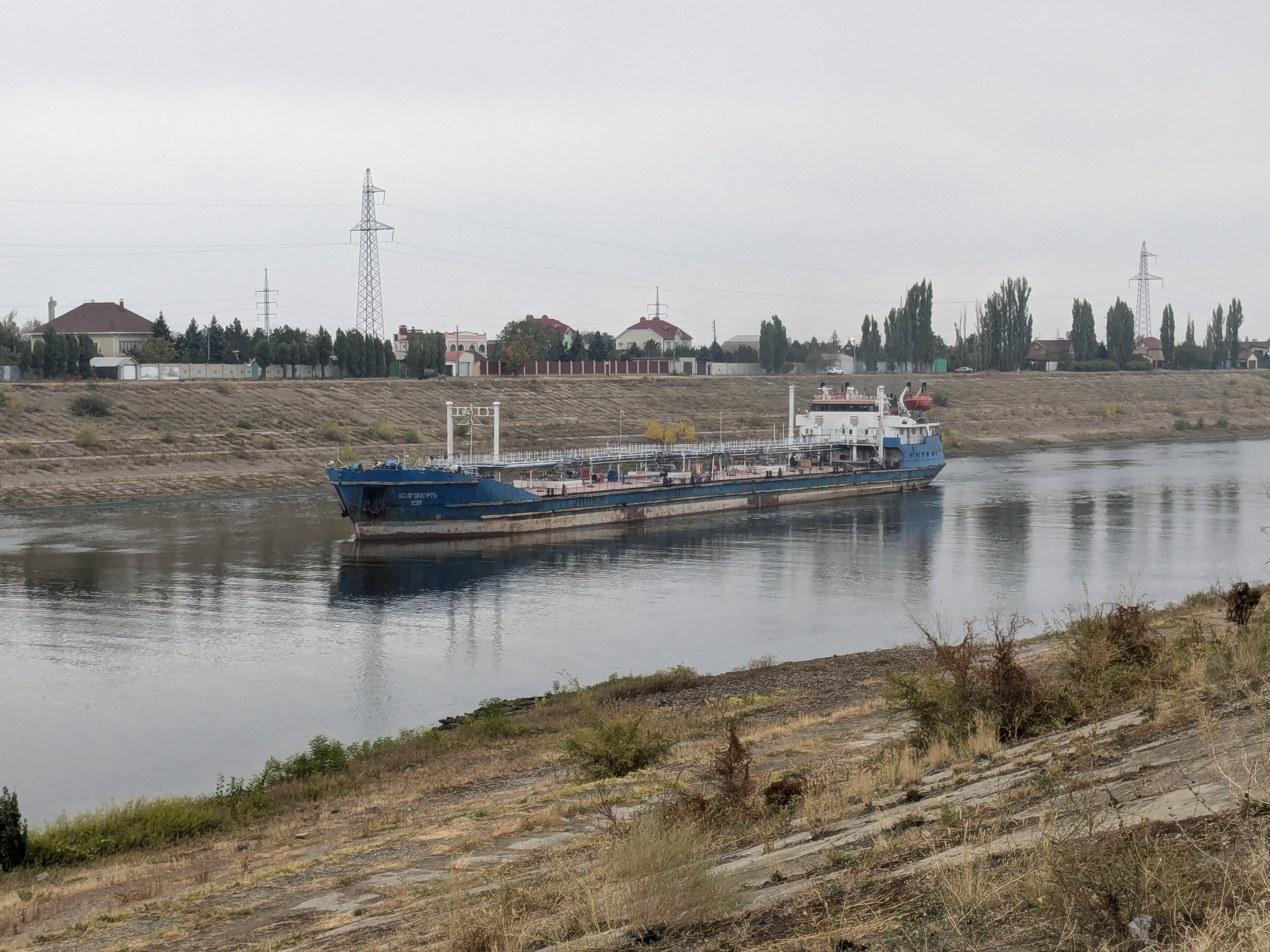
Volgoneft-239 in 2024
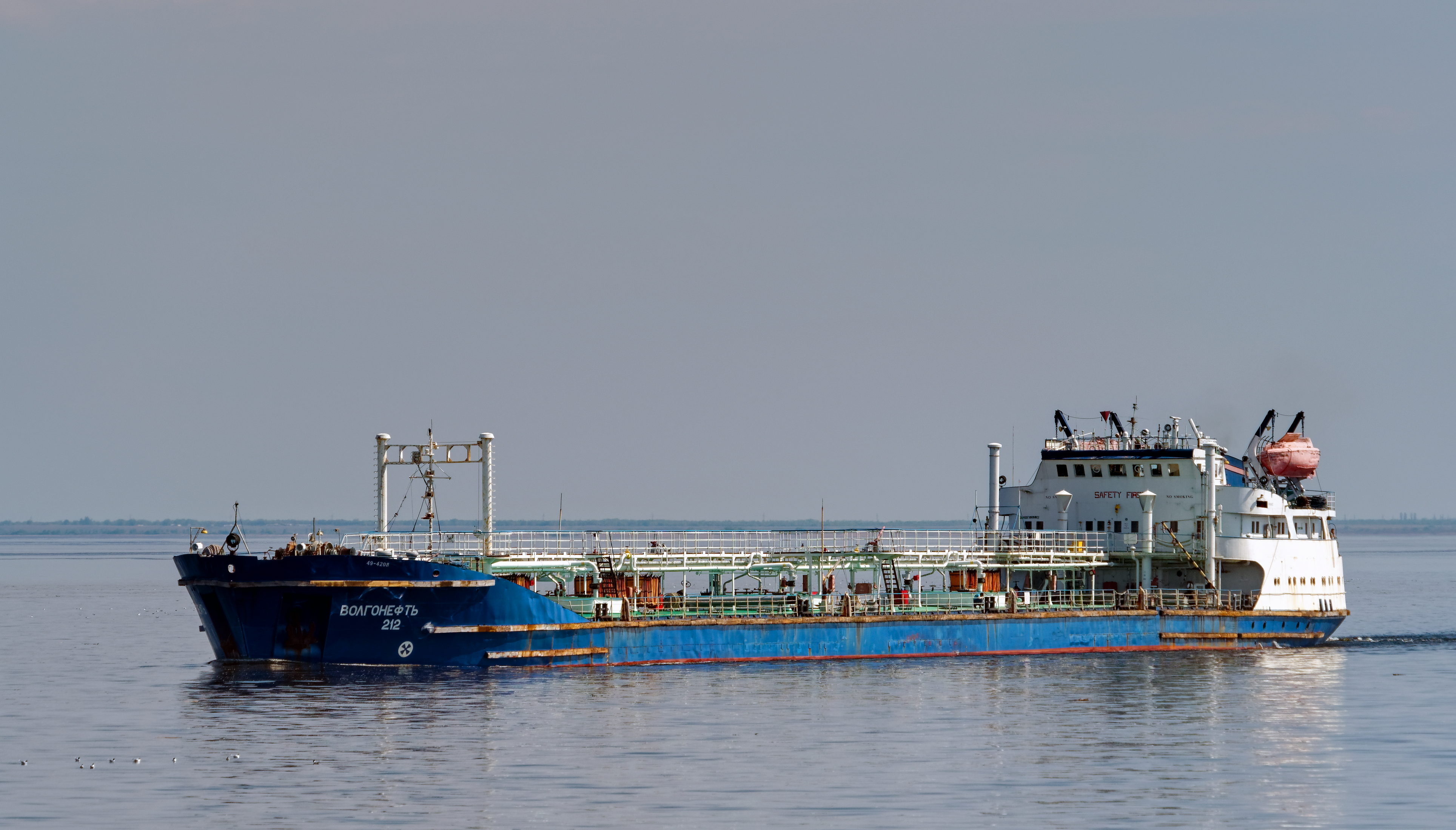
Volgoneft-212 in 2018

## Розлив нафтопродуктів
Розлив мазуту спостерігається у Краснодарському краї РФ, зокрема, за декілька десятків кілометрів від селища Веселівка у Темрюкському районі та до станиці Благовіщенської в Анапі.
Видання «Агентство» повідомило, що нафтова пляма після катастрофи танкерів забруднила вже до 35 км узбережжя в районі Анапи.

## Наслідки

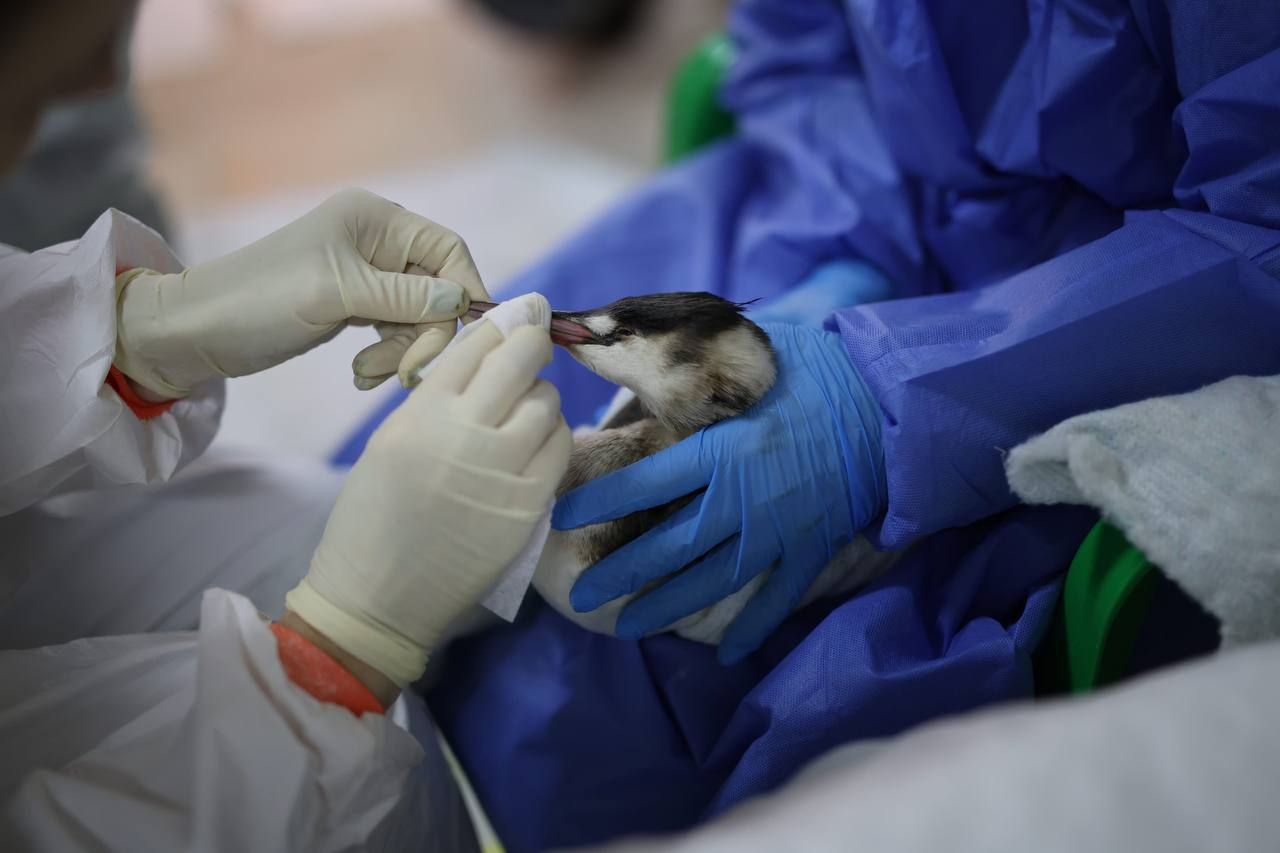
Очищення птахів волонтерами після розливу мазуту у Керченській протоці у 2024 році

За повідомленням ЗМІ у екологічній організації Грінпіс у Центральній та Східній Європі (Greenpeace CEE) «Агентству» повідомили, що аварія може призвести до однієї з найбільших техногенних катастроф в акваторії Чорного моря. В організації Грінпіс заявили, що 4300 тонн мазуту та, можливо, інших нафтопродуктів виливаються у води Керченської протоки. Вплив на довкілля залежатиме від типу розлитої нафти", — заявив доктор Пол Джонстон, керівник дослідницьких лабораторій Greenpeace на базі Університету Ексетера у Великобританії.

### Біорізноманіття
Вранці 17 грудня почали виявляти мазут на пляжах. Відео перемазаних ним морських птахів опублікували місцеві Telegram-канали. До 24 грудня було виявлено 210 загиблих через розлив мазуту птахів . До кінця грудня загальну кількість загиблих унаслідок катастрофи птахів оцінювали в 15-20 тис. особин . Хоча за даними оперативного штабу Краснодарського краю, до 11 січня в Анапі та Темрюцькому районі було виявлено близько 5800 забруднених пернатих, переважно чомг. Деякі біологи побоювалися, що це тільки «вершина айсберга», оскільки навіть особини, які вижили, наражаються на значні ризики переохолодження і затяжних проблем зі здоров'ям, зокрема й на ушкодження печінки та шлунка .
18 грудня волонтери знайшли на березі в Анапі молоду самку дельфіна, яка загинула внаслідок розливу мазуту. До 22 грудня було виявлено 10 азовських дельфінів, причиною загибелі яких може бути розлив мазуту. До кінця січня - вже 70 .
За заявами екологів, аварія, що сталася, могла призвести або до повного зникнення чорноморської свині - виду, що вимирає, сімейства китоподібних, або до скорочення популяції виду в таких масштабах, що з часом вимирання стало б неминучим .
Основної екологічної шкоди витік мазуту завдає донним організмам - водоростям і молюскам. Своєю чергою, вони є кормовою базою для риб, наприклад чорноморських бичків, камбали і кефалі. З рибою токсичні речовини можуть потрапити в організм морських ссавців, наприклад дельфінів, а також птахів і людини. Головну небезпеку для здоров'я людей становить риба, яка протягом наступних кількох місяців накопичуватиме токсичні речовини з водою та їжею. У січні Росспоживнагляд пообіцяв посилити контроль якості риби на Чорноморському узбережжі; за підсумками двохсот взятих проб не було виявлено відхилень . 

### Економічні
Оцінки вартості ліквідації наслідків розливу нафти різнилися. Спочатку повідомлялося про розлив 3 700 тонн мазуту і передбачувані витрати в розмірі 33,4 мільярда рублів тільки на очищення водних об'єктів. Однак 2 січня Міністерство транспорту знизило оцінку обсягу мазуту, що потрапив у море, до 2 400 тонн. Пізніше стало відомо про новий викид нафтопродуктів поруч із танкером «Волгонефть-239», що сів на мілину. У середині січня Росприроднагляд і Моррічфлот не змогли назвати точну суму витрат, оскільки оцінка тривала. Але компенсації можуть бути непорівнянними з довгостроковими витратами очищення і відновлення морського середовища і прибережних територій .
Міністерство екології України підрахувало, що ліквідація останнього розливу може обійтися російській державі в суму до 14 млрд доларів.
3 лютого 2025 року аналіз проб ґрунту з очищеного від великих плям мазуту берега Анапи показав, що вміст небезпечного канцерогену – бензапірену – тепер більш ніж у 20 разів перевищує гранично допустиму концентрацію. Про це газеті "Московський комсомолець" повідомив науковий керівник інституту водних проблем РАН.